# Monster High (série de televisão)
Monster High é uma série de animação computadorizada estadunidense baseada na franquia de bonecas de mesmo nome pela Mattel, e exibida originalmente na Nickelodeon em 6 de outubro de 2022 e 24 de outubro de 2024. Shea Fontana, que desenvolveu anteriormente o reboot da Polly Pocket em 2018, é a showrunner.
No Brasil, a série estreou em 10 de abril de 2023 na Nickelodeon Brasil, na TV aberta, a série estreou em 14 de outubro de 2023 no SBT, através do programa infantil Sábado Animado.
Em Portugal, a série estreou em 1 de abril de 2023 no Nickelodeon Portugal.

## Premissa
A série segue Frankie Stein, Draculaura e Clawdeen Wolf, os respectivos filhos de Frankenstein, Drácula e o Lobisomem, bem como outros filhos de monstros míticos famosos que navegam na hilaridade do ensino médio nos salões sagrados de Monster High.

## Personagens
- Gabrielle Nevaeh Green como Clawdeen Wolf
- Iris Menas como Frankie Stein
- Courtney Lin como Draculaura
- Tony Revolori como Deuce Gorgon
- Kausar Mohammed como Cleo de Nile
- Valeria Rodriguez como Lagoona Blue e Spectra Vondergeist
- Aishwarya Pillai como Abbey Bominable
- Alexa Kahn como Toralei Stripe
- Alexander Polinsky como Heath Burns
- Debra Wilson como Headless Headmistress Bloodgood
- Felicia Day como Ghoulia Yelps
- Ken Marino como Count Dracula
- Scott Menville como Romulus
- Cole Massie como Finnegan Wake
- Victoria T. Washington como Howleen Wolf
- Jordan Coleman como Manny Taur
- Krystina Alabado como Nefera de Nile

## Episódios

### Resumo
| Resumo | Resumo | Episódios | Episódios | Originalmente exibido | Originalmente exibido | Transmissão lusófona    | Transmissão lusófona  |
| Resumo | Resumo | Episódios | Episódios | Estreia da temporada  | Final da temporada    | Estreia da temporada () | Final da temporada () |
| ------ | ------ | --------- | --------- | --------------------- | --------------------- | ----------------------- | --------------------- |
|        | 1      | 29        | 29        | 6 de outubro de 2022  | 8 de dezembro de 2023 | 10 de abril de 2023     | 26 de abril de 2024   |
|        | 2      | 20        | 20        | 11 de março de 2024   | 24 de outubro de 2024 | 12 de agosto de 2024    | 6 de março de 2025    |

### 1.ª Temporada (2022-23)
| N.º na série | N.º na temp. | Título                                                      | Escrito por                                           | Exibição original      | Exibição no Brasil    | Cód. de produção | Audiência (milhões) |
| --- | ------------ | ----------------------------------------------------------- | ----------------------------------------------------- | ---------------------- | --------------------- | ---------------- | ------------------- |
| 1a | 1a (1)       | "Guerra de Comida (BR)" "Food Fight"                        | Shea Fontana                                          | 6 de outubro de 2022   | 11 de abril de 2023   | 102A             | 0.21                |
| Draculaura pratica bruxaria, na qual é proibido em Monster High. Ela lança um feitiço durante sua missão,E ela acidentalmente deu vida ao seu tater tot e ele está à solta. Ela pede ajuda a Clawdeen e Frankie para pegar aquele tater tot vivo antes que seu pai, Drácula, chegue para uma visita. |              |                                                             |                                                       |                        |                       |                  |                     |
| 1b | 1b (2)       | "A Maldição do Cérebro (BR)" "Unfinished Brain-ness"        | Lila Scott                                            | 6 de outubro de 2022   | 11 de abril de 2023   | 102B             | 0.21                |
| Frankie é amaldiçoade com má sorte quando elu se lembra do passado que está dentro de seu cérebro. Para quebrar a maldição, elu recebe ajuda de Clawdeen e Draculaura para descobrir o que deu errado no passado. |              |                                                             |                                                       |                        |                       |                  |                     |
| 2 | 2            | "Tornando-se Monstro (BR)" "The Monstering"                 | Shea Fontana                                          | 28 de outubro de 2022  | 10 de abril de 2023   | 101              | 0.19                |
| Em seu aniversário, a especialista em monstros Clawdeen recebe o colar de sua mãe de seu pai. Ele a guia para uma escola escondida chamada Monster High. Ela é pega pela Headless Headmistress Bloodgood e é expulsa por não ser um monstro. Isso ocorre muito quando seus outros disfarces falham. Os alunos de Monster High, Draculaura e Frankie, fazem amizade com Clawdeen e ajudam a encontrar seu monstro interior. Isso acaba sendo revelado como um lobisomem quando Monster High é invadido pelo que parece ser um urso normal enquanto agarra Deuce. Clawdeen usa suas novas habilidades de lobisomem para resgatar Deuce e subjugar o urso que acaba por ser um Onikuma devido ao fato de que joga grandes pedras quando ameaçado. A diretora sem cabeça Bloodgood aceita Clawdeen e o Onikuma em Monster High onde um teste de DNA revela que Clawdeen é 50% lobisomem. O pai de Clawdeen é mostrado para conhecer a diretora sem cabeça Bloodgood quando ele recebe uma carta de um dragão mensageiro e pede para ficar de olho em Clawdeen. |              |                                                             |                                                       |                        |                       |                  |                     |
| 3a | 3a (1)       | "Caso da Noite de Lua Cheia (BR)" "Case of the Moondays"    | Leah Longoria                                         | 4 de novembro de 2022  | 12 de abril de 2023   | 103A             | 0.28                |
| Clawdeen está preocupada que ela volte a ser humana permanentemente quando a lua cheia chegar. Agora, Clawdeen deve encontrar uma maneira. |              |                                                             |                                                       |                        |                       |                  |                     |
| 3b | 3b (2)       | "O Retrato de um Monstro (BR)" "Portrait of a Monster"      | Mae Catt                                              | 4 de novembro de 2022  | 12 de abril de 2023   | 103B             | 0.28                |
| É dia de fotos em Monster High, e Frankie está em pânico por tirar uma foto delu. Em um ataque de ansiedade, elu acidentalmente zapeia a câmera da escola, enviando-a em fúria enquanto suga todos os monstros à vista. Frankie é o único monstro que resta e elu deve salvá-los da ameaça da câmera. |              |                                                             |                                                       |                        |                       |                  |                     |
| 4a | 4a (1)       | "Problemas de Bruxa (BR)" "Witch Hitch"                     | Leah Longoria                                         | 28 de novembro de 2022 | 13 de abril de 2023   | 104              | 0.14                |
| Draculaura e Toralei competem pelo Fearleader Chefe do Fearleading Squad. No entanto, Toralei sabe que Draculaura é uma bruxa e ameaça expor seu segredo, a menos que Draculaura desista, com Lagoona acompanhando Toralei. A fim de parar Toralei, Clawdeen e Frankie ajudam Draculaura a lançar um feitiço sobre ela, mas não antes de Draculaura descobrir que Lagoona tem um segredo próprio e ela não pode deixar Toralei expor o segredo de Lagoona também. |              |                                                             |                                                       |                        |                       |                  |                     |
| 4b | 4b (2)       | "Parte da Alcateia (BR)" "Part of the Pack"                 | Jordan Gershowitz                                     | 28 de novembro de 2022 | 13 de abril de 2023   | 104              | 0.14                |
| Clawdeen continua perdendo o cabelo de lobisomem e deve descobrir como parar de cair. Então, ela encontra Romulus e Barkimedes novamente, e também conhece um novo membro da matilha de lobisomens: Howleen. A princípio, Clawdeen não está interessada em se juntar ao bando depois daquela pegadinha anterior dos meninos lobisomens, mas então ela muda de ideia e deve passar nos testes para entrar no bando. No entanto, Clawdeen tem uma escolha a fazer: Clawdeen tem que ajudar Draculaura e Frankie a passar em suas atribuições de apresentação ou ela os abandonará e se juntará ao bando de lobisomens. Quando Clawdeen escolhe o último, ela logo percebe que é mais uma pegadinha dos meninos lobisomens e eles querem roubar seu pingente na lua cheia. |              |                                                             |                                                       |                        |                       |                  |                     |
| 5a | 5a (1)       | "O que o Deuce Faz (BR)" "That Thing You Deuce"             | Phillip Walker                                        | 29 de novembro de 2022 | 14 de abril de 2023   | 105B             | 0.10                |
| Deuce participa de uma arrecadação de fundos vendendo doces de pedra e arrecada dinheiro suficiente para ganhar um troféu como sua mãe fez. Clawdeen, Frankie e Draculaura decidiram ajudá-lo a fazer mais doces de pedra para vender, mas os carniçais estão sobrecarregados e fizeram uma pausa. Para piorar as coisas, as cobras de Deuce o usaram para fazer ainda mais doces de pedra e o forçaram a transformar acidentalmente os outros alunos em estátuas de doces de pedra. Agora, ele deve encontrar uma maneira de fazê-los voltar ao normal com a ajuda dos ghouls, mesmo que isso signifique desistir da arrecadação de fundos. |              |                                                             |                                                       |                        |                       |                  |                     |
| 5b | 5b (2)       | "Final de Semana de Lobisomem (BR)" "Werewolf Weekend"      | Scott D. Peterson                                     | 30 de novembro de 2022 | 14 de abril de 2023   | 105A             | 0.22                |
| Clawdeen visita seu pai em sua própria casa por um fim de semana, mantendo seu lado humano. Mas logo depois, Clawdeen revela seu lado lobisomem para ele, que ele sabia que ela é meio lobisomem o tempo todo, embora ele não saiba o que aconteceu com a mãe de Clawdeen, que era lobisomem puro, depois que eles se casaram e ela desapareceu misteriosamente. Enquanto isso, Cleo estava desesperada para conseguir mais visualizações que superassem as visualizações de Draculaura. Ela então foge da casa de Clawdeen para encontrar os humanos na esperança de ganhar muitas visualizações. Clawdeen deve impedi-la de ser revelada como um monstro na frente dos humanos antes que os ghouls tenham problemas. |              |                                                             |                                                       |                        |                       |                  |                     |
| 6 | 6            | "Peças do Quebra-Cabeças (BR)" "Paw-zzle Pieces"            | História por: Taneka Stotts Escrito por: Han-Yee Ling | 1 de dezembro de 2022  | 17 de abril de 2023   | 106              | 0.16                |
| Clawdeen e seu pai descobrem um livro de Monster High que só os monstros podem ler, no qual pode ser uma pista sobre o desaparecimento de sua mãe. De volta a Monster High, Clawdeen, Frankie e Draculaura foram a uma biblioteca e mostraram aquele livro ao Minotauro, onde ele diz que é um livro que estava atrasado há uma década. Enquanto Frankie tenta se lembrar de suas memórias, Clawdeen, Draculaura e Minotauro foram até uma estátua de lobisomem do lado de fora, e Clawdeen de alguma forma abriu um piso que os fez cair nas catacumbas. Eles então descobrem e resolvem um quebra-cabeça que abre o portão onde o colar de Clawdeen deve ser inserido. Enquanto isso, Frankie lembrou que abrir o portão nas catacumbas que não está em eclipse de lua de sangue poderia desencadear um desastre e eles, junto com Deuce, tentam impedir Clawdeen de abrir o portão, mas eles eram tarde demais e uma criatura desconhecida foi solta e roubou o poder de Clawdeen, Pingente. Enquanto eles correm de volta para Monster High, todos eles ouvem Cleo gritando e Clawdeen encontra outro lobisomem, que acaba por ser seu irmão há muito perdido: Clawd. Mas ele não está sozinho, pois eles encontram um Splitzy, um pequeno monstro que pode se dividir em um monte deles depois de comer qualquer coisa. Agora, os monstros devem encontrar uma maneira de impedir que os Splitzies destruam Monster High. No entanto, Frankie agora lembrou que a única maneira de detê-los é os irmãos Wolf cantarem uma canção de ninar e colocá-los todos em uma máquina que os fundirá novamente. Eles conseguiram fazer isso e colocaram um capacete que evitará que um Splitzy se separe depois de comer. Depois, eles discutem com a diretora sem cabeça Bloodgood sobre os símbolos que foram riscados, mas então ela diz a eles que abrir o portão que não está no eclipse da lua de sangue destruirá não apenas Monster High, mas o mundo inteiro. Eles acabarão encontrando uma maneira de trazer de volta a mãe de Clawdeen, mas, por enquanto, Clawdeen, Clawd e o resto dos monstros aproveitam seu tempo em Monster High. |              |                                                             |                                                       |                        |                       |                  |                     |
| 7 | 7            | "A Noite Além (BR)" "Nightmare Nightmore"                   | Leah Longoria                                         | 19 de dezembro de 2022 | 18 de abril de 2023   | 107              | 0.16                |
| Draculaura planeja celebrar "Nightmore", um feriado para os monstros se divertirem. Ela convida Clawdeen, Clawd, Frankie, Lagoona e Heath para comemorar na mansão abandonada onde há neve. No entanto, ao chegar lá, a feitiçaria de Draculaura foi desativada, então ela teve que encontrar outra maneira de celebrá-la à moda antiga. Enquanto Clawd conta uma história assustadora, todos eles ouviram algo na mansão que assusta os monstros. Quando Clawdeen saiu, ela foi enterrada na neve e todos eles encontraram uma garota yeti chamada "Abbey Bominadle" e, por algum motivo, Heath tem uma queda por ela. Abbey explicou sua história e os monstros decidiram que ela deveria comemorar Nightmore com eles, o que Draculaura aceita suas sugestões. Enquanto todos se divertem em uma guerra de bolas de neve, Draculaura fica com ciúmes porque as coisas não saíram como ela planejou e foi para o porão. Abbey a seguiu até lá e sentiu pena dela, e então Abbey explicou que sentia ciúmes por não ter amigos como Draculaura, e é por isso que Abbey teve que deixar sua mãe quando ela disse que Yeti não era permitido em Monster High. Momentos depois, os monstros receberam uma ligação da Headless Headmistress Bloodgod, e ela precisa da ajuda deles quando a mãe de Abbey ataca Monster High. Draculaura, Abbey e o resto estão no caminho de volta para Monster High, e depois de deixar as montanhas, Draculaura recuperou sua feitiçaria. Eles voltaram bem a tempo de parar a mãe de Abbey, apenas para ela levar sua própria filha de volta para onde eles pertencem. No entanto, Draculaura e o resto explicaram o que realmente aconteceu para convencer Bloodgood a deixar todo tipo Yeti entrar em Monster High, que Bloodgood disse a eles que o Yeti nunca foi banido em primeiro lugar. Depois que a mãe de Abbey se convence e deixa sua filha se matricular, Abbey, Draculaura e o resto de seus amigos monstros celebram Nighmore at Monster High, em uma música escrita por Draculaura. |              |                                                             |                                                       |                        |                       |                  |                     |
| 8a | 8a (1)       | "Fora do Compasso (BR)" "Out of Step"                       | Jordan Gershowitz                                     | 10 de março de 2023    | 19 de abril de 2023   | 108A             | 0.13                |
| Draculaura está emparelhado com Clawd para o Monster High Dance-Off, e eles precisam seguir os passos de dança do pergaminho para vencer o baile como o Boogeyman fez. No entanto, pode ter sido uma má ideia para Draculaura, pois seu nível de vampira continua diminuindo toda vez que ela é ridicularizada por Toralei e todos os outros, o que a faz se decompor. Para parar de se decompor e aumentar seu nível de vampira alto o suficiente, ela precisa fazer Clawd usar os sapatos de dança encantados para dançar melhor. Mas, de repente, os sapatos não podem impedi-lo de dançar, então Draculaura, Frankie e Clawdeen devem ajudá-lo a parar de dançar. |              |                                                             |                                                       |                        |                       |                  |                     |
| 8b | 8b (2)       | "Esquema de Pirâmide (BR)" "Pyramid Scheme"                 | Han-Yee Ling                                          | 10 de março de 2023    | 19 de abril de 2023   | 108B             | 0.13                |
| Cleo espera conseguir seu papel principal na próxima peça da escola, mas sua irmã, Nefera, voltou de sua viagem a Scaris para uma visita. Vendo que ela não quer que Nefera tire o papel principal dela como ela fez no passado, Cleo deve entrar na antiga tumba de sua família e pegar o colar Coração de Cleópatra. Enquanto Clawdeen distrai Nefera, Cleo e Frankie entraram na antiga tumba. De repente, Frankie foi expulso porque apenas a família De Nile pode entrar na tumba. Ao pegar o colar, no entanto, Cleo ativou uma armadilha e colocou Nefera em perigo. Agora, Cleo deve fazer um sacrifício para desligar a armadilha e salvar sua própria irmã. |              |                                                             |                                                       |                        |                       |                  |                     |
| 9a | 9a (1)       | "O Que Foi, Watzie? (BR)" "What's Up Watzie?"               | Che Grayson                                           | 10 de março de 2023    | 17 de julho de 2023   | 109A             | 0.14                |
| Enquanto construíam um robô, Frankie e Watzie testemunharam um calendário com a imagem dos dragões, e Frankie notou a cauda do dragão de Watzie balançando. A diretora sem cabeça Bloodgood explicou a Frankie que é a migração do dragão, e todos os dragões devem ir para seu habitat natural para migrar. No entanto, Frankie não quer deixar Watzie ir, apesar do fato de Watzie ser parte dragão. Com a ajuda de seus amigos ghouls, eles farão de tudo para que ele fique com eles. Infelizmente, ele não está satisfeito com nenhuma dessas atividades. Sem outra escolha, Frankie o deixou ir para que ele pudesse migrar com seus companheiros dragões por um longo tempo. |              |                                                             |                                                       |                        |                       |                  |                     |
| 9b | 9b (2)       | "Tão Familiar (BR)" "So Familiar"                           | Phillip Walker                                        | 10 de março de 2023    | 18 de julho de 2023   | 109B             | 0.14                |
| Draculaura, Frankie e Clawdeen voltaram das férias escolares, mas não fizeram o dever de casa por um tempo. E o pior para Draculaura é que o Conde Fabuloso, um morcego educado, está cuidando dela porque a trata como um "bebê sugador de sangue". Clawdeen então mostra a ela um códice de bruxaria que só pode ser aberto por bruxas verdadeiras com seus familiares. Os ghouls devem encontrar o familiar de Draculaura, um gato, para que possam abrir o livro para que ela lance um feitiço que os ajudará a terminar o dever de casa antes do prazo. No entanto, se eles não a encontrarem familiar a tempo, o livro se autodestruirá e Draculaura poderá nunca mais lançar um feitiço como uma verdadeira bruxa. |              |                                                             |                                                       |                        |                       |                  |                     |
| 11a | 11a (1)      | "Decepção (BR)" "Crushed"                                   | Lila Scott                                            | 17 de março de 2023    | 19 de julho de 2023   | 110A             | 0.18                |
| Os testes para o Fearleading Squad terminaram e os seguintes alunos foram selecionados: Clawdeen, Clawd, Iris e Kuma. Infelizmente, Frankie não foi escolhido para o Fearleading Squad, o que os deixa desapontados. Então, eles seguiram o conselho de Heath de "engarrafar seus sentimentos", e eles o fizeram, literalmente com seu raio em uma garrafa. Mas, durante o showcase do Fearleading Squad, Frankie tentou reprimir seus sentimentos novamente até que acidentalmente causaram um blecaute. Agora, eles devem seguir o conselho de Cleo para deixar de lado seus sentimentos chorando, e funcionou. Agora que eles estão calmos o suficiente, Frankie deve salvar a vitrine do Fearleading Squad. |              |                                                             |                                                       |                        |                       |                  |                     |
| 10b | 10b (2)      | "Irmão Protetor (BR)" "Over Bro-tective"                    | Leah Longoria                                         | 17 de março de 2023    | 20 de julho de 2023   | 110B             | 0.18                |
| Após seu reencontro com seu pai, Clawd recebeu um telefonema urgente de Clawdeen e ele a conheceu em um esconderijo secreto, que acabou sendo hora de brincar nas catacumbas com Frankie, Draculaura, Lagoona e Deuce. Durante os jogos, Clawd tornou-se superprotetor com Clawdeen ao tentar mantê-la segura, o que a irrita. Enquanto jogavam "Esconda e Grite", os irmãos Lobos caíram em uma armadilha onde a Armadilha Voadora de Vênus mora lá. Depois de muitas tentativas fracassadas, Clawdeen está farto de Clawd superprotegê-la só porque ele é tecnicamente um ano mais velho que ela. No entanto, eles se reconciliaram e encontraram uma maneira de sair da sala de Armadilha Voadora de Vênus para se reunir com seus amigos. |              |                                                             |                                                       |                        |                       |                  |                     |
| 11a | 11a (1)      | "Horroróscopo (BR)" "Horoscare"                             | Leanna Dindal                                         | 24 de março de 2023    | 21 de julho de 2023   | 111A             | 0.18                |
| Cleo fica obcecada com um aplicativo recém-instalado chamado "Horóscopo" quando ela acredita que seu ídolo, Pearl Ryuzaki, chegará a Monster High. Ela consegue que Frankie a ajude a fazer uma festa de boas-vindas para Pearl, e eles estão começando a desenvolver sentimentos um pelo outro. Enquanto isso, Toralei acredita no Horóscopo que os humanos podem chegar, então ela arma uma armadilha na frente da Monster High. Depois de fazer os preparativos finais para a festa de boas-vindas, Cleo e Frankie saíram para dar as boas-vindas a Pearl. Mas eles terão que passar por Toralei e evitar suas armadilhas. Ao abrir os portões, no entanto, pode não ser o que Cleo espera. |              |                                                             |                                                       |                        |                       |                  |                     |
| 11b | 11b (2)      | "Remexendo o Esqueleto (BR) " "Flaunt Your Skeleton"        | Mariko Tamaki                                         | 24 de março de 2023    | 24 de julho de 2023   | 111B             | 0.18                |
| Ghoulia fica animada quando seu ídolo, Skelly Vonderbone, chega ao auditório para praticar com a equipe Boo para sua apresentação. No entanto, quando ela estava prestes a cantar na frente de Skelly, Ghoulia teve um caso de "congelamento do cérebro", um sintoma em que zumbis gritam "cérebros" por qualquer motivo, e foi humilhada. Frankie e Lagoona decidiram ajudar Ghoulia a vencer seu medo, mas não foi o suficiente para Ghoulia parar de gritar "cérebros". Quando Ghoulia está prestes a desistir, Skelly dá a ela um conselho útil (ou melhor, um código secreto para seu jogo DDR) sobre como vencer seu medo abraçando seu coração, logo antes de Ghoulia e o resto da equipe Boo começarem a se apresentar com Skelly. |              |                                                             |                                                       |                        |                       |                  |                     |
| 12a | 12a (1)      | "Festa do Pijamonstro (BR)" "Creepover Party"               | Jordan Gershowitz                                     | 31 de março de 2023    | 25 de julho de 2023   | 112A             | 0.13                |
| Draculaura, Clawdeen e Frankie estão tendo problemas para almoçar na mesa que quebrou. Eles tentaram se sentar na nova mesa de almoço, mas Toralei chegou antes deles. A equipe Boo e Toralei apostaram que a equipe Boo deve dormir na biblioteca e, se eles saírem antes do anoitecer, Toralei vence. Mais tarde, eles conhecem Twyla, um bicho-papão autista que odeia barulhos altos, que mostra a Clawdeen um livro que pode estar relacionado à sua garra lunar. Mas, Toralei observa por trás e tenta sabotar a festa do pijama com um verme fedorento, que acaba sendo um rato de biblioteca que come livros e cresce. Agora, a equipe Boo e Twyla devem encontrar uma maneira de se livrar do leitor ávido. |              |                                                             |                                                       |                        |                       |                  |                     |
| 12b | 12b (2)      | "Criaturas em Conflito (BR)" "Creature Clash"               | Che Grayson                                           | 31 de março de 2023    | 26 de julho de 2023   | 112B             | 0.13                |
| É o evento de terror em Monster High, e Frankie testemunhou o terror de Kuma ao demonstrar o que os Onikumas fazem, como levantar pedras gigantes. Após o evento, Frankie se interessou e gostaria de saber mais sobre os Onikumas. Kuma então explicou a eles sobre o ritual Onikuma e, ao sair, Frankie decidiu que eles deveriam fazer o ritual para surpreendê-lo. No entanto, depois que o ritual foi feito, Frankie vê Ghoulia, Draculaura, Spectra e o resto sendo possuídos como zumbis e causando estragos em Monster High. Quando Kuma voltou, Frankie explicou o erro que eles cometeram e eles devem encontrar uma maneira de fazer a equipe Boo voltar ao normal enquanto Lagoona os segura. |              |                                                             |                                                       |                        |                       |                  |                     |
| 13a | 13a (1)      | "Filmes Monstros (BR)" "Monster Movie"                      | Phillip Walker                                        | 7 de abril de 2023     | 27 de julho de 2023   | 113A             | 0.16                |
| Lagoona queria fazer um filme baseado em sua vida real, então ela se torna a diretora de seu filme com Draculaura interpretando ela e Deuce interpretando o amor de sua vida. No entanto, a equipe Boo está pedindo para fazer algumas mudanças em seu filme, fazendo Lagoona morder alguns dos móveis de raiva. Depois de terminar o filme, Twyla conversou com Lagoona sobre como ela está se sentindo, que Lagoona explicou que ela tem um caso de mastigação, onde sua família uma vez brigou e começou a mastigar coisas. Agora que ela se sentiu melhor graças a Twyla, Lagoona deve enfrentar a si mesma e consertar seu filme sem mastigar. |              |                                                             |                                                       |                        |                       |                  |                     |
| 13b | 13b (2)      | "Vermes de Ouvido (BR)" "Earworm"                           | Mike Carrier                                          | 7 de abril de 2023     | 28 de julho de 2023   | 113B             | 0.16                |
| Toralei está com ciúmes porque ninguém em Monster High quer se sentar ao lado dela na hora do almoço. Quando ela olhou para o voador com todos os tipos de vermes, Toralei se interessou pelos vermes e ela tem um plano tortuoso para fazer os monstros gostarem dela. Ela e seus primos, Purrsephone e Meowlody, formam uma banda chamada "The Hissfits" e cantaram uma música enquanto liberavam os vermes que Toralei roubou para possuí-los e forçá-los a gostar de Toralei, que seus primos estão sentindo como se ela os estivesse usando. As coisas dão errado, no entanto, quando Toralei está tentando fugir dos monstros possuídos que a amam demais. Sem outra escolha, ela recebe ajuda dos irmãos Wolf para remover os vermes. |              |                                                             |                                                       |                        |                       |                  |                     |
| 14 | 14           | "Feitiço Revelado (BR)" "Spell the Beans"                   | Lila Scott                                            | 2 de outubro de 2023   | 23 de outubro de 2023 | 114              | 0.14                |
| Draculaura está tendo seu dia ruim quando se atrasou para seu treino de Fearleading e, para piorar as coisas, sua poção de bruxaria foi descoberta fora de Monster High. A Diretora Sem Cabeça, Bloodgood, chamou a MPA, com Drácula como líder da organização, para ir à caça às bruxas, enquanto Toralei está decidida a suspeitar de Draculaura de ser uma bruxa. Enquanto isso, Frankie e Deuce estão procurando o Talismã Górgona de sua mãe, e isso pode ser uma pista para trazer de volta a mãe dos irmãos Lobo. Em outro lugar, os irmãos Wolf estão mostrando um passeio ao pai Apollo, o único humano que pisou em Monster High, enquanto impedem que seus amigos monstros o comam vivo. Quando Toralei estava prestes a contar a verdade a Drácula trazendo todos os tipos de bruxaria, Draculaura lança um feitiço sobre ela, fazendo o MPA pensar que Toralei é uma bruxa e forçando Bloodgood a expulsar Toralei. Draculaura não consegue mais esconder seu segredo e diz a Drácula que ela é a verdadeira bruxa, e ele fica desapontado com ela. No entanto, após uma conversa estimulante de Apollo, Drácula perdoou Draculaura e a deixou fazer o que quisesse. Mas, Bloodgood liberou a Expel Beast e ela devorará Toralei para expulsá-la completamente de Monster High. No entanto, Drácula distrai Bloodgood e o MPA enquanto Draculaura secretamente lança um feitiço que os fará pensar que o fantasma da bruxa está lançando o feitiço, e Deuce recuperou o Talismã Górgona da Besta Expulsora. Depois, Toralei decidiu não expor o segredo de Draculaura após salvá-la da expulsão, e a caça às bruxas chegou ao fim. Antes de partir, Drácula verá o que pode fazer para mudar as regras e permitir que Draculaura faça bruxaria, para melhor. |              |                                                             |                                                       |                        |                       |                  |                     |
| 15a | 15a (1)      | "Pontos para a Ghoulia (BR)" "Growing Ghoulia"              | Mae Catt                                              | 3 de outubro de 2023   | 25 de outubro de 2023 | 115A             | 0.10                |
| Ghoulia estava animada por se tornar a número um no evento “Horrorball”, mas depois ficou chocada ao ver que Draculaura se tornou a número um. No entanto, Ghoulia tem até sexta-feira para recuperar o atraso em suas atividades, até que Draculaura a vença repetidas vezes. Ao descobrir que Draculaura fez sua feitiçaria para parar o tempo, Ghoulia se enterra para avançar no tempo para poder finalmente vencê-la. Mas então, vários clones de Ghoulia estão causando estragos em Monster High simplesmente gritando "pontos" e Draculaura descobriu que o verdadeiro Ghoulia está por trás de toda essa bagunça, embora Draculaura se sentisse mal com a forma como Ghoulia está se sentindo. Draculaura e Ghoulia devem deixar de lado a competição e descobrir como fazer tudo voltar ao normal. |              |                                                             |                                                       |                        |                       |                  |                     |
| 15b | 15b (2)      | "O Feitiço do Caixãoteball (BR)" "Casketball Jinx"          | Scott Peterson                                        | 3 de outubro de 2023   | 24 de outubro de 2023 | 115B             | 0.10                |
| Enquanto praticava para o jogo Caixãoteball, Clawdeen disse a palavra "diversão", que é um tabu para todos os monstros, e isso azarou todo o time de Caixãoteball, fazendo-os perder o jogo depois. Clawdeen e Deuce foram à biblioteca comprar um livro que convoca os dois Kaijus que são a melhor dupla de Caixãoteball de Monster High. Os Kaijus desafiaram o time de Caixãoteball para um jogo, e se o time de Caixãoteball vencer, o azar será eliminado. Enquanto isso, Howleen dá a Clawdeen uma pedra que pode transferir seu azar para os Kaijus para que o time possa vencer. Porém, Clawdeen foi contra essa ideia e, embora o time Caixãoteball tenha perdido no final, Clawdeen e seus amigos vão ensinar aos Kaijus que se divertir é mais importante do que ser competitivo. |              |                                                             |                                                       |                        |                       |                  |                     |
| 16a | 16a (1)      | "Cleo na Cozinha (BR)" "Cleo in the Kitchen"                | Brandon Hoang                                         | 4 de outubro de 2023   | 26 de outubro de 2023 | 116A             | 0.13                |
| Clawdeen está deprimida por não poder comer uma refeição caseira em sua casa, o que a deixa com saudades de casa. Então, Cleo teve uma ideia para fazê-la se sentir melhor: ela tem que preparar uma refeição caseira, a Jambalaya, enquanto faz Draculaura distrair Clawdeen até que a comida esteja pronta. Porém, o Chef da Creepateria saiu de férias, então Cleo não pode preparar a refeição sozinha. Ela pediu ajuda a Heath, Frankie, Abbey e até mesmo a Clawd, mas acabou em um desastre. Sem outra escolha e com Clawdeen louca de fome, Cleo pediu ajuda ao único monstro que sabe cozinhar: sua própria irmã, Nefera. As irmãs De Nile devem preparar uma refeição antes que Clawdeen faminta coma Draculaura. |              |                                                             |                                                       |                        |                       |                  |                     |
| 16b | 16b (2)      | "O Estridente Perdido (BR)" "Case of the Missing Squeak"    | Mariko Tamaki                                         | 4 de outubro de 2023   | 27 de outubro de 2023 | 116B             | 0.13                |
| Lagoona falhou na tarefa de zumbificar um sapo morto, então ela foi para a aula e levou seu brinquedo barulhento para o exame de crédito extra supervisionado por Nefera. Lagoona estava estressada durante o exame e tenta se sentir melhor. Mas então, seu brinquedo barulhento, Señor Squeaky, desaparece de sua mochila e começa a interrogar seus companheiros monstros que ela acha que roubaram dela. Porém, nenhum deles fez isso e ela se desculpou, e Lagoona teve que contar a eles sobre seu desaparecimento do Señor Squeaky, que era seu segredo. Então, ouviram o grito de Cleo, enquanto ela estava sendo emboscada pelo Señor Squeaky, que foi afetado pela poção de essência vital que caiu na mochila de Lagoona. Agora, Lagoona e a equipe Boo devem trazer o Señor Squeaky de volta antes que o tempo do exame acabe. |              |                                                             |                                                       |                        |                       |                  |                     |
| 17a | 17a (1)      | "Problemas de Estimação (BR)" "Pet Problems"                | Phillip Walker                                        | 10 de outubro de 2023  | 30 de outubro de 2023 | 117A             | 0.16                |
| Cleo perguntou aos pais se ela poderia ter seu próprio animal de estimação, e eles finalmente disseram "sim". Então, ela mostrou a Frankie e Deuce seu novo animal de estimação: uma cobra fêmea chamada "Hissette". Cleo tentou ensinar alguns truques a Hissette, mas sem sucesso, mesmo com a ajuda de Frankie e Deuce. Então, Hissette foi para as Catacumbas debaixo da cama de Cleo e, ao encontrá-la, Cleo, Frankie e Deuce encontraram a Armadilha Voadora de Vênus que já foi encontrada pelos irmãos Lobo. Agora, eles devem descobrir como salvar Hissette de ser comida pela Flying Venus Trap, mesmo que isso signifique que Cleo tenha que sacrificar uma joia que é preciosa para ela. |              |                                                             |                                                       |                        |                       |                  |                     |
| 17b | 17b (2)      | "Permissão Para Agitar (BR)" "License to Rock"              | Lee Schmit & Mike Carrier                             | 10 de outubro de 2023  | 31 de outubro de 2023 | 117B             | 0.16                |
| Finnegan está praticando para seu teste para se tornar líder de banda, mas graças ao conselho de Clawdeen, ele não tem certeza se está pronto para atuar como líder de banda. Então começou a audição, com o Kraken como jurado. Clawd e Frankie tocaram com seus próprios instrumentos e, apesar da sabotagem de Toralei, o Kraken está satisfeito com suas apresentações. Então foi a vez de Finnegan, mas então o Kraken saiu furioso para o quarto de Lagoona. A equipe Boo chegou para deter o Kraken tocando seus instrumentos juntos, com a ajuda da Sra. O'Shriek com seu saxofone e Toralei com seu pandeiro. |              |                                                             |                                                       |                        |                       |                  |                     |
| 18 | 18           | "Golpe de Poder (BR)" "Power Heist"                         | Leah Longoria                                         | 11 de outubro de 2023  | 1 de novembro de 2023 | 118              | 0.15                |
| A mãe da Toralei, Catarina, chega a Monster High como professora substituta para atribuir aos alunos os projetos de talismãs. Ela então juntou Clawdeen e Toralei para trabalharem juntos no projeto Lobisomem. No início, Clawdeen e Toralei não confiam um no outro, mas depois, Toralei entendeu como ela se sentiu quando Clawdeen perdeu sua mãe, Selena Wolf, porque Catarina não se preocupou em notá-la desde que Catarina se tornou a Wereruler após o desaparecimento de Selena. Depois dos projetos do Talismã, Catarina ficou interessada em conseguir o Colar Garra Lunar de Clawdeen, então teve uma ideia diabólica. Ela conheceu Clawdeen mais uma vez e propôs uma troca: o Colar Garra Lunar pelo diário de Selena Wolf, que pode ser a chave para trazê-la de volta. Clawdeen não tinha certeza se queria desistir do colar, mas de repente Toralei chegou e ela quis ajudá-la a fazer a coisa certa, enquanto ela se desculpava por todos os erros que havia cometido. Ao chegar ao restaurante, Clawdeen deu um colar a Catarina. Porém, Catarina descobre rapidamente que o colar é falso e faz com que o diário seja reduzido a cinzas, cancelando o negócio. Assim que Catarina saiu, descobriu-se que o diário que ela queimou também era falso e, com a ajuda da Equipe Boo, Toralei enganou a própria mãe ao conseguir o diário verdadeiro. Equipe Boo e Toralei fazem as pazes enquanto saem do restaurante, em câmera lenta com o fogo. |              |                                                             |                                                       |                        |                       |                  |                     |
| 19 | 19           | "Prova Monstro (BR)" "Monster Midterms"                     | Phillip Walker                                        | 12 de outubro de 2023  | 15 de abril de 2024   | 119              | 0.16                |
| São as provas intermediárias em Monster High, e cada monstro é atribuído de maneira diferente pela “Fada intermediária” (que é apenas uma lata de lixo monstruosa). No entanto, além do Eclipse de Bloodmoon que está chegando, o maior desafio de Clawdeen é trabalhar junto com a matilha de lobisomens, Toralei e seus primos, uma tímida garota rato Mouscedes King e um adolescente gambá Skunkrates (apelidado de "Teez"). A tarefa das criaturas é pegar o diamante da caverna monstruosa, e Clawdeen foi escolhida como líder, o que não é uma tarefa fácil para ela. Enquanto isso, Draculaura passou no semestre mais cedo e está tentando fazer um Talismã de Vampiro com bruxaria. Ela fica envergonhada quando as tentativas de ajuda de Drácula terminam em desastre. Em outro lugar, quando as criaturas chegaram à caverna, Romulus insistiu em seguir em frente, mas acabou pego em armadilhas. Então, eles encontraram um golem guardando o diamante, mas recuaram após uma tentativa fracassada. Clawdeen estava prestes a desistir, mas graças ao apoio de Clawd, Clawdeen percebeu que deveria confiar não apenas em seus instintos, mas também nos instintos deles. As criaturas tentaram lutar contra o golem novamente, e desta vez, eles conseguiram com Teez nocautear o golem com seu cheiro de gambá e eles pegaram o diamante. Embora tenha sido revelado que o diamante que eles recuperaram não tinha valor, as criaturas passaram nas provas intermediárias, e Clawdeen tem o que é preciso para se tornar a governante depois de sua mãe. Clawdeen comemora com Draculaura, que conseguiu fazer um Talismã de Vampiro com a ajuda de Drácula, e Frankie, que também passou no semestre fazendo uma máquina que faz zappuccinos. |              |                                                             |                                                       |                        |                       |                  |                     |
| 20a | 20a (1)      | "Bichomergência (BR)" "Furrmergency"                        | Han-Yee Ling                                          | 16 de outubro de 2023  | 16 de abril de 2024   | 120A             | 0.15                |
| Os irmãos Lobo estão planejando comemorar o aniversário de Apollo, enquanto Draculaura e Frankie ainda estão descobrindo como conseguir o Talismã do Monstro Marinho na esperança de trazer de volta a mãe dos irmãos Lobo. Enquanto isso, seus animais de estimação, Watzie e Count Fabulous, não se dão bem e começaram a brigar, até saírem de Monster High e entrarem no mundo humano, onde estão sendo perseguidos por um humano chamado "Ralph" com seu detector de monstros. Agora, os monstros de estimação devem se esconder na residência dos Lobos e encontrar uma maneira de retornar a Monster High para seus respectivos donos. |              |                                                             |                                                       |                        |                       |                  |                     |
| 20b | 20b (2)      | "Pesadelo Papão (BR)" "Boogey Nightmare"                    | Leanna Dindal                                         | 16 de outubro de 2023  | 16 de abril de 2024   | 120B             | 0.15                |
| Twyla está sendo assombrada pelo Terror Noturno, onde ela está sendo forçada a fazer o Ritual de Passagem ao crescer e esquecer seus amigos. Então, ela acidentalmente abriu o portal do mundo dos sonhos para a realidade, onde o Terror Noturno assombra Clawdeen, Draculaura e Deuce em seus sonhos. Twyla então entrou no mundo dos sonhos e tentou impedir que o Terror Noturno assombrasse seus amigos, mas ele continua evitando-a e Twyla está prestes a desistir de seus pesadelos. No entanto, com a ajuda da equipe Boo e com o conselho do Sr. Mothmanson, Twyla deve enfrentar seus medos e derrotar o Terror Noturno. |              |                                                             |                                                       |                        |                       |                  |                     |
| 21a | 21a (1)      | "Melhores Inimigas (BR)" "Best Fiends"                      | Sarah Nerboso                                         | 17 de outubro de 2023  | 17 de abril de 2024   | 121A             | 0.21                |
| É o Dia do Espírito Carniçal em Monster High, e Draculaura está tentando lançar um feitiço para fazer pulseiras de amizade para ela, Clawdeen e Frankie, mas o Codex está atrasado para a Feira do Livro, então Draculaura escreveu o feitiço em seu caderno. Agora, a dupla improvável deve trabalhar junta e se apresentar na temível vitrine do Dia do Espírito Carniçal, enquanto Clawdeen e Frankie procuram o Codex para desfazer o feitiço lançado por Draculaura. |              |                                                             |                                                       |                        |                       |                  |                     |
| 21b | 21b (2)      | "Dia de Profissusto (BR)" "Scareer Day"                     | Callie C. Miller                                      | 17 de outubro de 2023  | 17 de abril de 2024   | 121B             | 0.21                |
| Heath fica interessado em ingressar na carreira de Screamhouse Gasing com a Sra. Bominable e Abbey no Dia do Profissusto. Mas então, seu dia é interrompido por seu pai e pelo CEO do Submundo, Hades, o que deixa Heath envergonhado. Sem saber, Hades quebrou o gelo e libertou os Slumber Pixies que colocaram os monstros para dormir em Monster High. |              |                                                             |                                                       |                        |                       |                  |                     |
| 22a | 22a (1)      | "A Dura Viagem (BR)" "Stone Alone"                          | Leah Longoria                                         | 18 de outubro de 2023  | 18 de abril de 2024   | 122A             | 0.16                |
| Deuce foi autorizado por suas mães a acampar com Manny, Finnegan, Frankie e Cleo. No entanto, Deuce está sendo supervisionado por duas de suas irmãs mais velhas porque elas acreditam que ele não está pronto para acampar sozinho, pois o tratam como um bebê górgona. Então, Deuce descobriu que eles o estavam sabotando e se afastou deles com raiva. De repente, suas irmãs e o resto da equipe Boo são cercados pelo abismo fantasma e gritam pela ajuda de Deuce. Deuce então fez com que suas irmãs confiassem nele e em sua experiência de acampamento para que ele pudesse salvá-las e a Equipe Boo do abismo fantasma. |              |                                                             |                                                       |                        |                       |                  |                     |
| 22b | 22b (2)      | "Trotando (BR)" "Horsin' Around"                            | Phillip Walker                                        | 18 de outubro de 2023  | 18 de abril de 2024   | 122B             | 0.16                |
| Os talismãs foram roubados e Monster High está trancada com o nobre cavalo da Diretora Sem Cabeça Bloodgood, Pesadelo, sob seu comando. Clawd sabe quem é o perpetrador e está tentando escapar do toque de recolher para pegá-lo, apenas para ser pego por Pesadelo e receber muitos deveres de casa como punição, e o mesmo vale para Draculaura. No dia seguinte, Clawd e Draculaura decidiram trabalhar juntos para capturar o criminoso, o Bandido da Corrida do Açúcar, evitando serem pegos pelo Pesadelo mais uma vez. Embora o plano tenha falhado, Clawd teve uma ideia de como capturar o Bandido da corrida do Açúcar, armando uma armadilha para que ele e Draculaura o pegassem e recuperassem os talismãs. |              |                                                             |                                                       |                        |                       |                  |                     |
| 23a | 23a (1)      | "Passeio à Luz da Lua (BR)" "Moonlit Fieldtrip"             | Mike Carrier                                          | 19 de outubro de 2023  | 19 de abril de 2024   | 123A             | 0.15                |
| Howleen e Barkimedes perguntaram a Clawdeen se eles poderiam visitar o mundo humano durante a lua cheia, e Clawdeen aceitou relutantemente seus pedidos, desde que não fossem pegos por caçadores de monstros. Então, Barkimedes em sua forma humana conheceu Buddy, que Clawdeen sabe que é um caçador de monstros e o proíbe de andar de skate com ele. No entanto, no caminho de volta para Monster High, Barkimedes foi exposto como um lobisomem na frente de Buddy e foi capturado pela câmera. Mas então, Buddy decidiu não postar o vídeo em todo o mundo, já que ele costumava caçar monstros, mas não mais, mantendo o segredo do lobisomem seguro com ele. |              |                                                             |                                                       |                        |                       |                  |                     |
| 23b | 23b (2)      | "Uma Carguinha (BR)" "A Little Boost"                       | Scott Peterson                                        | 19 de outubro de 2023  | 19 de abril de 2024   | 123B             | 0.15                |
| Lagoona conhece um novo aluno chamado "Gil", um monstro de água doce que parece o amor de sua vida de seu romance. Frankie tenta dar conselhos a Lagonna sobre como conhecer Gil e se conhecer, mas Lagoona prefere encontrar uma maneira de fazer com que ele a note. Então Lagoona se inscreveu em um torneio de Caixãoteball para impressionar Gil, mas ele nem percebeu. Lagoona então pediu a Frankie que lhe desse um impulso elétrico na esperança de fazer Gil gostar dela. No entanto, as coisas dão errado quando muitos zaps em Lagoona fazem com que ela estrague o torneio. Lagoona então pediu desculpas a Frankie e decidiu ir conhecer Gil, à moda antiga. |              |                                                             |                                                       |                        |                       |                  |                     |
| 24a | 24a (1)      | "Nas Profundezas da Água Doce (BR)" "Fresh Waters Run Deep" | Sarah Nerboso                                         | 23 de outubro de 2023  | 22 de abril de 2024   | 124A             | 0.12                |
| Lagoona e Gil vêm desenvolvendo sentimentos um pelo outro. Mas então, Frankie notou uma imagem do que parece ser o Talismã do Monstro Marinho, que é o último Talismã que eles precisam para trazer de volta a mãe de Clawdeen. Lagoona começa a ter sentimentos confusos quando percebe que os monstros de água doce roubaram o Talismã, e para provar que pode não ser um Talismã, Gil desafiou seu primo, o atual campeão das Guerras da Água. Na noite seguinte, Gil estava prestes a aceitar o desafio, mas então decidiu que Lagoona deveria aceitá-lo, pois admite que realmente é um Talismã e pediu desculpas a ela pelo que seus ancestrais fizeram anos atrás. Depois que Lagoona venceu o desafio e conseguiu o Talismã, a Equipe Boo está um passo mais perto de trazer de volta a mãe de Clawdeen. |              |                                                             |                                                       |                        |                       |                  |                     |
| 24b | 24b (2)      | "Na Força na Agulha (BR)" "Sew Fierce"                      | Leah Longoria                                         | 24 de outubro de 2023  | 23 de abril de 2024   | 124B             | 0.15                |
| Enquanto Frankie brinca com Watzie e Mortimer, eles conhecem Skelita, uma fashionista esqueleto de Hexico. Skelita quer desenhar suas roupas para o concurso de moda em homenagem à avó, e Frankie decidiu ajudá-la. Enquanto isso, Monster High está de alguma forma esquentando, já que o calor está começando a queimar toda a escola. Então, Watzie levou as roupas de Skelita para o subsolo, onde Skelita e Frankie viram a causa do calor: Mortimer queimando sob Monster High. Skelita e Frankie agora perceberam que pegaram o tecido favorito de Mortimer por engano e o devolveram, finalmente esfriando Monster High. Skelita tem uma nova ideia de como desenhar suas próprias roupas para vencer o concurso, com a ajuda de Frankie. |              |                                                             |                                                       |                        |                       |                  |                     |
| 25a | 25a (1)      | "Poderes de Bruxa (BR)" "Witchful Thinking"                 | Callie C. Miller                                      | 25 de outubro de 2023  | 24 de abril de 2024   | 125A             | 0.12                |
| Draculaura está tentando se inscrever no acampamento de bruxaria lançando um feitiço que é único para ela, enquanto o resto da equipe Boo está planejando o próximo evento baile dos Monstros. No entanto, a Diretora Sem Cabeça Bloodgood instalou um aplicativo que detecta bruxaria, e Draculaura deve evitar ser pega ou será expulsa. Enquanto ela tentava fazer sua bruxaria única novamente para fazer um cristal brilhar, Draculaura continua se distraindo fazendo todas as coisas de monstros com a equipe Boo. Então, quando Draculaura acidentalmente lançou um feitiço de buraco negro que engole Clawdeen e Frankie, ela os salva fazendo sua feitiçaria única, fazendo o cristal brilhar e registrando-se oficialmente no acampamento de bruxaria. |              |                                                             |                                                       |                        |                       |                  |                     |
| 25b | 25b (2)      | "Chaveco Monstro (BR)" "Monster Match"                      | Phillip Walker                                        | 26 de outubro de 2023  | 25 de abril de 2024   | 125B             | 0.12                |
| O evento do baile dos Monstros está quase aí, e Frankie quer convidar Cleo para sair para esse evento para que eles façam o Chaveco Monstro com ela, no qual um Chaveco Monstroé onde dois monstros desenvolvem sentimentos um pelo outro e se tornam um casal. Mas então, Deuce apareceu e convidou Frankie para ir ao baile dos Monstros, e Frankie disse que sim, mas eles não têm certeza do que farão a respeito. No entanto, eles finalmente seguiram o conselho de Clawdeen e Draculaura e contaram a Deuce a verdade entre eles e Cleo, e então Deuce entende. De repente, Cleo fez seu vídeo sobre o encontro com Autumn Patch em um restaurante, e Frankie deve ir lá para convidar Cleo para sair antes do Deuce. |              |                                                             |                                                       |                        |                       |                  |                     |
| 26 | 26           | "O Caminho dos Monstros (BR)" "The Monster Way"             | Shea Fontana                                          | 8 de dezembro de 2023  | 26 de abril de 2024   | 126              | 0.16                |
| As aulas acabaram e todos os monstros estão se preparando para o baile dos Monstros. A equipe Boo chegou ao baile com todos os seus talismãs, enquanto todos os outros monstros se divertem. Então, após a chegada de Apollo, o eclipse da lua de sangue está acontecendo, e a Equipe Boo está tentando abrir o portal para trazer Selena Wolf de volta. Porém, Catarina interrompeu o ritual e possuiu o talismã de todos os monstros para roubar o poder dos talismãs e se tornar a governante mais poderosa de todos os monstros do mundo, e então ela prendeu a Equipe Boo nas catacumbas. Felizmente, Draculaura lançou um feitiço para tirar todos de lá. Então, Frankie lembrou que só existe um talismã que pode neutralizar o talismã todo monstro de Catarina: O talismã todo humano. Enquanto o resto da equipe Boo evitou os outros monstros possuídos por Catarina via transmissão ao vivo, Frankie, Draculaura, Clawd e Apollo encontraram o talismã totalmente humano, que está preso na porta da frente da residência dos Lobos. Depois disso, Clawdeen e Toralei finalmente fizeram as pazes um com o outro, e então Clawdeen deu a Toralei o talismã de criatura humana enquanto Clawdeen usa o talismã totalmente humano para impedir Catarina, a própria mãe de Toralei. A batalha final contra Catarina começou, e toda a equipe Boo estão usando seus talismãs para neutralizar o talismã todo monstro. De repente, Catarina capturou Apolo e tentou transformá-lo em pedra com poder de górgona. Porém, Clawdeen se sacrificou para proteger seu pai e para finalmente retirar todo o poder de Catarina, derrotando-a em um processo. Depois de trazer Clawdeen de volta à vida, a equipe Boo finalmente abriu o portal e Selena voltou para se juntar à sua família. Depois disso, Selena deixou o trono e Clawdeen se tornou o novo governante de todas as criaturas por salvar todos em Monster High. A Diretora sem cabeça Bloodgood viu a Draculaura fazendo bruxaria, mas em vez de expulsá-la, Bloodgood abriu uma exceção e fará tudo o que puder para suspender a regra de "proibição de bruxaria", já que Draculaura a salvou de ser possuída. Depois, a equipe Boo comemora no baile dos Monstros, e a família Wolf finalmente vai gostar de jantar junta, com a participação de Toralei. O fim do capítulo de Clawdeen é o início de outro, como o novo governante de todas as criaturas. |              |                                                             |                                                       |                        |                       |                  |                     |

### 2.ª Temporada (2024)
| N.º na série | N.º na temp. | Título                                                                           | Escrito por                   | Exibição original      | Exibição no Brasil                                                 | Cód. de produção | Audiência (milhões) |
| --- | ------------ | -------------------------------------------------------------------------------- | ----------------------------- | ---------------------- | ------------------------------------------------------------------ | ---------------- | ------------------- |
| 27 | 1            | "Aulas para Governar (BR)" "Rule School"                                         | Phillip Walker                | 11 de março de 2024    | 12 de agosto de 2024                                               | 201              | 0.14                |
| Após sua coroação, Clawdeen iria começar seu novo semestre em Monster High com a tripulação Boo. No entanto, desde que ela se tornou a nova Wereruler, as coisas mudaram quando seu novo assistente, Foxford, lhe deu as tarefas de Wereruler para ela assinar, incluindo as tentativas fracassadas de Romulus de derrotá-la pelo título de Wereruler, fazendo com que Clawdeen gastasse menos tempo com a tripulação Boo. Depois, houve uma rivalidade entre Whiskerene e Whiskerbeth, os dois prefeitos de West Furham e East Furham que se culparam mutuamente pela perda de suas estátuas. Quando Clawdeen sugeriu que seus respectivos reinos deveriam ser unidos, Whiskerene e Whiskerbeth decidiram lutar entre si pelo governo de todo o reino de Furham, embora Clawdeen fosse contra essa ideia e preferisse descobrir como resolver esse problema sem violência. Depois de ler a história de West e East Furham, Clawdeen tentou fazer com que Whiskerene e Whiskerbeth se conhecessem melhor, mas sem sucesso, pois continuavam a lutar entre si. Ela então teve uma conversa estimulante com sua mãe, Selena, que Clawdeen explicou que ser a Wereruler é mais difícil do que ela pensava, especialmente depois de conhecer as criaturas que ela nunca conheceu e criar novos problemas. Selena então lhe dá um conselho de que Clawdeen deve confiar em seus instintos humanos e liderar. Clawdeen então vê Toralei e Romulus brigando sobre que jantar deveriam ter, e quando eles colocam o assunto em votação, Clawdeen agora tem uma solução para resolver o problema de Furham. De volta ao Furrball Hall, Clawdeen transmitiu para todo Monster High e anunciou sua aposentadoria como Wereruler e cada monstro deve votar em uma Werecreature legítima para se tornar o novo Wereruler. Clawdeen então dá as chaves para Foxford e ela finalmente passa algum tempo com Frankie e Draculaura para começarem o novo semestre juntos. Sem o conhecimento de Clawdeen, descobriu-se que foi Foxford quem roubou as estátuas de West e East Furham na tentativa de desgastá-la como Wereruler. |              |                                                                                  |                               |                        |                                                                    |                  |                     |
| 28a | 2a (1)       | "Nova Bruxa no Pedaço (BR)" "New Witch in Town"                                  | Scott Peterson                | 12 de março de 2024    | 13 de agosto de 2024                                               | ASA              | ASD                 |
| Depois de conversar com sua amiga bruxa por telefone, Draculaura foi avisada pela Diretora Sem Cabeça Bloodgood que, embora a bruxaria fosse permitida, nenhuma bruxa humana jamais colocaria os pés em Monster High. Então, enquanto Draculaura fazia bruxaria para ajudar seus companheiros monstros, houve outra bruxaria que deu errado, e Bloodgood acha que Draculaura foi a responsável por essa bagunça. Bloodgood então avisa que o Superintendente Slugerson está vindo verificar Monster High, e se ela detectar uma bruxaria, toda a bruxaria será banida para sempre. Draculaura então conhece Skelita, aquela que tentou fazer bruxaria como ela. Durante o treinamento de bruxaria, Skelita acidentalmente lançou um feitiço que fez a tripulação Boo flutuar indefinidamente. Agora, Draculaura e Skelita devem descobrir como desfazer o feitiço antes que Slugerson chegue. |              |                                                                                  |                               |                        |                                                                    |                  |                     |
| 28b | 2b (2)       | "Mais uma Vez, Clawd (BR)" "Play It Again, Clawd"                                | Leanna Dindal                 | 12 de março de 2024    | 13 de agosto de 2024                                               | ASA              | ASD                 |
| Sexta-feira 13 chegou e Clawd está planejando comemorar esse dia de azar com Selena. No entanto, Clawdeen e Apollo interromperam o dia de Clawd e acabou em desastre. Então, Clawd acorda na mesma manhã, pensando que estava tendo um pesadelo. Ele tentou comemorar com Selena novamente, mas as coisas deram errado com Clawdeen e Apollo interrompendo novamente. Clawd acorda novamente e descobre que ele está em um loop temporal, embora não saiba que um inseto continua picando-o e o fez voltar no tempo sempre que sexta-feira 13 não saiu como planejado. Clawd está tentando descobrir como parar o loop temporal para que ele e sua mãe comemorem a sexta-feira 13 sozinhos. Em um último loop temporal, sua família descobriu sobre o vírus do tempo no ombro de Clawd, e como ele os meteu naquela confusão, todos devem parar o vírus para finalmente comemorar a sexta-feira 13. |              |                                                                                  |                               |                        |                                                                    |                  |                     |
| 29a | 3a (1)       | "A Múmia do Espelho (BR)" "Mummy in the Mirror"                                  | Leah Longoria                 | 13 de março de 2024    | 14 de agosto de 2024                                               | ASA              | ASD                 |
| Cleo está obtendo menos visualizações depois de enviar seu vídeo com a ajuda de Frankie. No entanto, depois de ler um dos comentários, Cleo foi até a tumba antiga e descobriu um espelho mágico onde seu espelho trocou de lugar com ela para obter mais visualizações em sua conta “Eek Tok”. Mas acontece que o espelho de Cleo está enviando vídeos sobre ela mesma criticando seus companheiros monstros, e então prende a verdadeira Cleo atrás do espelho. Agora, Cleo precisa da ajuda de Frankie para trazê-la de volta ao mundo real e colocar o espelho de Cleo de volta atrás do espelho onde ela pertence, mesmo que isso signifique excluir sua conta Eek Tok para fazer seu espelho perder sua popularidade. |              |                                                                                  |                               |                        |                                                                    |                  |                     |
| 29b | 3b (2)       | "Como Assustar um Banshee (BR)" "How to Scare a Banshee"                         | Sarah Nerboso                 | 13 de março de 2024    | 14 de agosto de 2024                                               | ASA              | ASD                 |
| A Sra. O'Shriek perdeu o grito e não consegue falar mais alto. A Diretora Sem Cabeça Bloodgood então anuncia uma competição, onde, para que a Sra. O'Shriek recupere seu grito, o monstro vencedor que a assustar ganhará um troféu. Muitos monstros tentaram, mas nenhum deles conseguiu assustá-la. Clawd está determinado a vencer a competição assustando a Sra. O'Shriek, mas Draculaura também, em que Clawd e Draculaura competiram entre si para ver quem assustaria a Sra. No entanto, eles logo deixaram de lado a competição entre si e decidiram que deveriam assustar a Sra. O'Shriek juntos, com a ajuda da tripulação Boo. |              |                                                                                  |                               |                        |                                                                    |                  |                     |
| 30a | 4a (1)       | "Cabeça Fria (BR)" "So Chill"                                                    | Anna Thorup                   | 14 de março de 2024    | 15 de agosto de 2024                                               | 204A             | ASD                 |
| Abbey e Clawdeen estavam prestes a trabalhar em seu projeto para sua apresentação na aula do Sr. Mothmanson, mas os deveres de Clawdeen como Wereruler a fizeram esquecer os pôsteres de sua tarefa. Quando Abbey ficou estressada com seu projeto inacabado, ela acidentalmente congela Clawdeen e não consegue descobrir como descongelá-la, pois Abbey escondeu Clawdeen congelada na sala do zelador. Abbey então acidentalmente congelou Draculaura, Heath, Goobert e Deuce quando eles perguntaram a ela sobre Clawdeen, o que a estressou. Sem outra escolha, ela liga para sua mãe, Tundra, pedindo ajuda para descongelar a equipe Boo para que eles possam fazer sua apresentação na hora certa. |              |                                                                                  |                               |                        |                                                                    |                  |                     |
| 30b | 4b (2)       | "Melodia da Confusão (BR)" "Mixed Up Meowlody"                                   | Scott Peterson                | 18 de março de 2024    | 15 de agosto de 2024                                               | 204B             | 0.10                |
| Os Hissfits iam ensaiar para o próximo show, mas Toralei está ocupado e não pode se apresentar, então Purrsephone e Meowlody terão que se apresentar sozinhos. Meowlody foi encarregado por Purrsephone de obter ajuda com o equipamento da banda, embora não fosse o que Purrsephone esperava. Mais tarde, Meowlody disse a Purrsephone que sua próxima apresentação seria nas catacumbas, e ela convidou a tripulação Boo para assistir ao show. Enquanto os gêmeos cantavam sua nova música, sua música alta ecoou por todas as catacumbas, acordando os rastreadores das catacumbas que os fizeram destruir o show. Agora, os gêmeos devem atrair os rastreadores das catacumbas para longe do show para terminar a apresentação. |              |                                                                                  |                               |                        |                                                                    |                  |                     |
| 31 | 5            | "O Mistério do Castelo de Areia Assombrado (BR)" "The Haunted Sand Castle Caper" | Leah Longoria                 | 19 de março de 2024    | 16 de agosto de 2024                                               | 205              | 0.11                |
| A Tripulação Boo está passando férias no hotel do Drácula no Triângulo das Bermudas, onde Drácula está hospedando o concurso "Castelo de Areia Assombrado", seguido do endosso. Ao mesmo tempo, Lagoona está gravando um vídeo sobre a eleição do Wereruler com os candidatos. Porém, na noite seguinte, alguém destruiu o castelo de areia de Romulus, e todo monstro é suspeito na cena de um crime. Drácula incumbe Clawdeen, como Wereruler, de investigar e descobrir o verdadeiro culpado, e Clawdeen consegue ajuda com a equipe Boo. Eles então apontaram os quatro suspeitos: Whiskerene, Whiskerbeth, Bearon e Selena, embora Clawdeen não acredite que sua própria mãe tenha feito isso. Depois de investigar sem sucesso, Clawdeen pensa que o culpado é Romulus, aquele que destruiu seu próprio castelo apenas para poder vencer a eleição do Wereruler. Mas então, a maldição do Triângulo das Bermudas transportou Clawdeen para algum outro lugar da ilha, onde ela descobriu uma entrada secreta que só pode ser aberta por uma coroa Wereruler. Clawdeen então conhece o fantasma do primeiro Wereruler, que percebeu que uma vez cometeu um erro onde as criaturas estavam lutando pelo título de Wereruler por gerações. Acontece que Clawdeen é a primeira criatura a resolver o problema sem violência, com a eleição, e agora ela sabe o que deve fazer. Clawdeen confessou ao equipe Boo que enquanto eles estavam investigando, ela escondeu as evidências deles, e essa evidência era a impressão da mão de Selena ao lado do castelo de areia destruído de Romulus. A equipe Boo a perdoou e Lagoona gravou um vídeo que mostrava Selena sonâmbula enquanto roubava as mangas. Depois que o caso foi resolvido, Drácula endossou o novo Wereruler, Foxford, concedendo-lhe a presa da criatura humana. A equipe Boo então comemorou na praia fazendo a dança do limbo. Mas, sem saber dos outros monstros, Foxford foi o verdadeiro culpado ao se disfarçar de Selena para roubar as mangas e destruir o castelo de areia de Romulus. Ele então se disfarçou de Drácula para roubar um item valioso do cofre do Drácula e planeja continuar seus planos nefastos. |              |                                                                                  |                               |                        |                                                                    |                  |                     |
| 32a | 6a (1)       | "Lembranças Presas (BR)" "Fangs for the Memories"                                | Anna Thorup                   | 20 de março de 2024    | 19 de agosto de 2024                                               | 206A             | 0.12                |
| Draculaura recebeu a chave dos desejos do coração, que então transportou ela e Heath de volta no tempo, quando eram crianças. Enquanto tentava descobrir como voltar ao presente, recebeu uma ligação e foi informada que o único caminho de volta é abrindo a porta de qualquer um dos quartos do hotel. Depois de entrar na sala, eles abriram a mesma porta na esperança de voltar, mas acabaram em dimensões diferentes. Então, Heath decidiu jogar "Batata Quente" com uma bola de praia, que Draculaura então descobriu como voltar e se reunir com a tripulação Boo: Draculaura e Heath devem reviver suas memórias de quando eram crianças brincando de "Batata Quente" , e depois tirar uma foto, assim como Draculaura tirou sua foto naquela época. |              |                                                                                  |                               |                        |                                                                    |                  |                     |
| 32b | 6b (2)       | "Dupla Sinistra (BR)" "Two-riffic"                                               | Tilly Bridges & Susan Bridges | 21 de março de 2024    | 19 de agosto de 2024                                               | 206A             | 0.12                |
| É a última noite de férias no Triângulo das Bermudas, e Clawdeen tem um dilema: ela pode sair com a tripulação Boo para o milésimo nascer do sol anual ou sair com Venus McFlytrap para ver a flor Moonsie florescer. Então, Clawdeen teve uma ideia: ela se dividiu em duas Clawdeens para fazer as duas coisas. No entanto, isso também dividiu suas duas personalidades: uma Clawdeen que é inteligente e a outra Clawdeen que é boba. E para piorar as coisas, a esperta Clawdeen complicou suas palavras para Vênus, enquanto a boba Clawdeen prendeu a tripulação Boo na areia movediça. Sem outra escolha, a esperta Clawdeen terá que se fundir novamente com sua versão boba para que Vênus possa descobrir como salvar a tripulação Boo de ser comido pelo Lanchessauro. |              |                                                                                  |                               |                        |                                                                    |                  |                     |
| 33a | 7a (1)       | "Monster High Triste (BR)" "Monster High-jinks"                                  | Rose Bueno                    | 25 de março de 2024    | 20 de agosto de 2024                                               | 207A             | ASD                 |
| É o Dia dos Parentes em Monster High, e todos os alunos monstros passam seu tempo com seus respectivos pais, exceto Toralei, que ficou chateado por Catarina nunca ter tido tempo com ela. E para piorar as coisas, Monster High está sendo amaldiçoado com brincadeiras que deixam os monstros e seus respectivos pais de pernas para o ar. No entanto, durante sua conversa estimulante com o treinador Thunderbird, Toralei descobriu que sempre que se sente sozinha sem Catarina, a escola inteira fica uma bagunça. Agora, Toralei deve descobrir como se sentir melhor e acabar com as brincadeiras em Monster High, cantando sua música enquanto toca um piano quebrado em uma sala de música. |              |                                                                                  |                               |                        |                                                                    |                  |                     |
| 33b | 7b (2)       | "Vampiras Só Querem se Divertir (BR)" "Vamps Just Wanna Have Fun"                | Sarah Nerboso                 | 26 de março de 2024    | 20 de agosto de 2024                                               | 207B             | 0.10                |
| A mãe de Draculaura, Fang Wei, veio a Monster High para visitá-la. Então, depois que Draculaura mostrou suas coisas para Fang Wei, houve uma rivalidade entre a mãe de Deuce, Medusa, e Fang Wei, que se enfrentaram. A diretora sem cabeça, Bloodgood, conta a Draculaura, Deuce e suas respectivas mães sobre eles mesmos competindo entre si em vez de se divertirem, o que aconteceu anos atrás, então eles fizeram um acordo de que deveriam perder para se divertir. O concurso "Student Plus One" está em andamento, e durante essa competição, Clawdeen e Frankie descobriram que Draculaura e Fang Wei estão perdendo de propósito, no que, para eles, não é isso que significa se divertir. Antes do jogo final, Draculaura e Fang Wei pediram desculpas por não entenderem a diversão, e o mesmo vale para Deuce e Medusa. Agora, os Vampiros e as Górgonas devem passar pelo labirinto espinhoso para ver quem chega primeiro ao objetivo enquanto se divertem ao mesmo tempo. |              |                                                                                  |                               |                        |                                                                    |                  |                     |
| 34a | 8a (1)       | "A Cripta das Babás (BR)" "The Babysitter's Crypt"                               | ASA                           | 30 de setembro de 2024 | 21 de agosto de 2024                                               | 208A             | ASD                 |
| 34b | 8b (2)       | "Humanos no Ensino Médio (BR)" "Humans in High School"                           | ASA                           | 1 de outubro de 2024   | 21 de agosto de 2024                                               | 208B             | ASD                 |
| 35a | 9a (1)       | "Amanhecer da Aflição (BR)" "Dawn of the Dread"                                  | ASA                           | 2 de outubro de 2024   | 22 de agosto de 2024                                               | 209A             | ASD                 |
| 35b | 9b (2)       | "Patrulha da Frankie (BR)" "Frankie Patrol"                                      | ASA                           | 3 de outubro de 2024   | 22 de agosto de 2024                                               | 209B             | ASD                 |
| 36a | 10a (1)      | "O Encontro de Deuce (BR)" "The Deuce Date"                                      | ASA                           | 7 de outubro de 2024   | 23 de agosto de 2024                                               | 210A             | ASD                 |
| 36b | 10b (2)      | "Feramigão, Feramiguinho (BR)" "Big Paw, Little Paw"                             | ASA                           | 8 de outubro de 2024   | 23 de agosto de 2024                                               | 210B             | ASD                 |
| 37a | 11a (1)      | "Fantasmãe Assombrosa (BR)" "Ghoulishly Ghoul-ma"                                | Leah Longoria                 | 7 de outubro de 2024   | 11 de novembro de 2024                                             | 211A             | ASD                 |
| Após a Fantasmãe de Spectra anunciar que se aposentará em Sarasotaaagh, Spectra sabota sua assombração de família para fazê-la ficar. |              |                                                                                  |                               |                        |                                                                    |                  |                     |
| 37b | 11b (2)      | "Gil ao Resgate (BR)" "Gil to the Rescue"                                        | Scott Peterson                | 7 de outubro de 2024   | 12 de novembro de 2024                                             | 211B             | ASD                 |
| Ao ler as revista em quadrinhos de super-heróis, Gil deseja se tornar um super-herói, então ele pediu para Skelita desenhar um traje de super-herói só para ele e ele se tornou um novo super-herói chamado "Cobalt Kid". Como Cobalt Kid, Gil fez muitas boas ações. Skelita rapidamente descobriu que Gil é Cobalt Kid e o avisa para não colocar o poder sobre sua cabeça, até que a Diretora Sem Cabeça Bloodgood encarregou "Cobalt Kid" de dar uma detenção a qualquer monstro por quebrar qualquer regra. No entanto, um bando de Trash Goblins está atacando Bloodgood, e Gil deve fazer a coisa certa para salvar Monster High, sem seu traje de super-herói, mesmo que isso signifique expor sua identidade secreta a todos os monstros. |              |                                                                                  |                               |                        |                                                                    |                  |                     |
| 38a | 12a (1)      | "Ratos me Mordam! (BR)" "Oh Rats"                                                | Tilly & Susan Bridges         | 8 de outubro de 2024   | 13 de novembro de 2024                                             | 212A             | ASD                 |
| Deuce hospeda o Pet Scare do lado de fora da Monster High, onde todos os monstros trazem seus respectivos animais de estimação para sua apresentação com seu rato de estimação "Perseus". De repente, as irmãs de Deuce, Eurayle e Stheno, vêm assistir sua apresentação, apenas para dizer a ele que Perseus tem medo do palco e não pode participar. Ignorando o aviso de suas irmãs, Deuce encontrou um substituto das Catacumbas, um "Ratticus Mimicus", que o fez copiar os poderes de cada monstro e causar estragos na Monster High. Sem outra escolha, Deuce precisa da ajuda de suas irmãs e Perseus para parar o caos causado por aquele Copy Rat. |              |                                                                                  |                               |                        |                                                                    |                  |                     |
| 38b | 12b (2)      | "Esquentadinho (BR)" "Fired Up"                                                  | Leanna Dindal                 | 8 de outubro de 2024   | 14 de novembro de 2024                                             | 212B             | ASD                 |
| Heath está prestes a apresentar seu projeto de Ciência do Clima. De repente, Jinafire Long apareceu como uma nova aluna da Monster High, e ela pode controlar o clima. Sentindo ciúmes, Heath aceitou o "conselho" das cobras de Deuce, Inveja e Orgulho, para tornar seu ativismo climático melhor que o de Jinafire. Então, Heath ficou irritado quando viu seu projeto de termostato encharcado por Jinafire, então ele redesenhou seu projeto de termostato para torná-lo fervente como uma lava. Infelizmente, isso fez com que toda a Monster High literalmente ficasse fervendo quando a lava começou a subir de baixo. Sentindo-se mal pelo que fez depois que Abbey contou a ele sobre o que Jinafire realmente fez para ajudar, Heath recebeu a ajuda dela e de Jinafire para impedir que a lava derretesse Monster High no chão. |              |                                                                                  |                               |                        |                                                                    |                  |                     |
| 39 | 13           | "O Candidato Transmorfo (BR)" "The Shapeshiftian Candidate"                      | Sarah Nerboso                 | 9 de outubro de 2024   | 15 de novembro de 2024                                             | 213              | ASD                 |
| Clawdeen está preocupada que a Eleição Wereruler esteja indo mal. No entanto, ela recebeu uma mensagem de texto de uma famosa ídolo monstro chamada "Catty Noir", que concordou que ela realizaria o Concerto da Eleição para que os monstros votassem no Wereruler legítimo de forma justa. Mas, durante a turnê em Monster High com Catty Noir, Clawdeen recebeu uma ligação de Selena que lhe disse que ela estava desistindo da eleição, e quando Clawdeen estava esperando um Wereruler legítimo que não fosse egoísta e que pudesse tomar decisões justas, Romulus fica irritado quando ela pensa que ele é egoísta como candidato. Enquanto isso, o poder de metamorfose de Foxford está saindo do controle, até que ele descobriu como pode permanecer em sua forma atual no livro que leu. Enquanto a tripulação Boo se prepara para Catty Noir se apresentar em um show, Clawdeen vê Romulus sabotando os serviços Eek-Tok com um dispositivo de interferência, e quando ela o alcançou, outra Clawdeen apareceu do nada e usou sua baleia de pelúcia para criar um portal e sugar Clawdeen e Romulus para outra dimensão, onde eles encontram um Troll Gigante. Enquanto tentavam sair de lá, eles conheceram o verdadeiro Foxford, que passou dias preso naquela dimensão e ele não confia em nenhum desses lobisomens. Enquanto isso, a metamorfa que se faz passar por Clawdeen anunciou que está concorrendo a Wereruler e que fará algumas mudanças quando for eleita. Frankie e Draculaura descobriram que a Clawdeen que conheceram é uma impostora e foram atrás dela para expor essa impostora, com Lagoona acompanhando enquanto gravava uma câmera. Em outro lugar, Clawdeen e Romulus discutiram sobre ser um legítimo Wereruler, até que ele confessou que sabotou a eleição porque estava sendo empurrado por Catarina e queria se defender, e é por isso que está concorrendo a Wereruler. Agora que resolveram suas diferenças, Clawdeen e Romulus, junto com Foxford, trabalharam juntos para distrair o Troll e voltaram para Monster High, o que expôs a impostora Clawdeen como uma metamorfa, que então foge. Então, Catty Noir apresentou o Concerto da Eleição com uma música, depois que Barkimedes se tornou um candidato surpresa para Wereruler. Embora o show tenha sido um sucesso e desconhecido para a tripulação Boo, foi revelado que a Diretora Sem Cabeça Bloodgood, está presa em outra dimensão, enquanto o metamorfo ainda está em Monster High, se passando por Bloodgood. |              |                                                                                  |                               |                        |                                                                    |                  |                     |
| 40a | 14a (1)      | "Volte, Códice (BR)" "Codex Come Back"                                           | Anna Thorup                   | 10 de outubro de 2024  | 18 de novembro de 2024                                             | 214A             | ASD                 |
| Draculaura fica impressionada com a última bruxaria de Yi-Ling, que fez o gato de Yi-Ling esquecer qual lanche de gato ele comeu. Mas quando Codex ouve Draculaura dizendo que ela queria aquele novo livro de feitiços, ele se sente ofendido e ele deixou Monster High até a biblioteca no Mundo Humano. Draculaura se sentiu péssima com o que ela disse, então Clawdeen e Clawd a ajudam a encontrar Codex. No entanto, ao tentar se manter discreta, Draculaura acidentalmente lança um feitiço nos Irmãos Lobos que apagou suas memórias. Depois que Codex lança um feitiço para congelar o tempo, Draculaura confessa e pede desculpas a ele, pois percebeu que precisa dele mais do que nunca, como seu livro de feitiços favorito. |              |                                                                                  |                               |                        |                                                                    |                  |                     |
| 40b | 14b (1)      | "Oficialmente Complicado (BR)" "Little Smoothie Shop of Horrors"                 | Leah Longoria                 | 15 de outubro de 2024  | 20 de novembro de 2024                                             | 215A             | ASD                 |
| Enquanto vende os smoothies em sua Smoothie Shop, Venus vê Nefera e Cleo vendendo "Boo-rritos" para o resto dos monstros, e Venus acredita que Nefera é um "monstro chefe" que conseguiu um trabalho fácil como esse. Venus então tenta fazer o que Nefera fez e se esforça demais, mas então ela fica estressada com seus estudos e poliniza as plantas monstruosas acidentalmente para fazê-las atacar Monster High. Nefera então vai falar com Venus sobre como ela está se sentindo, que Nefera então diz a ela que nem ela poderia ter feito tudo sozinha, pois ela precisava da ajuda de sua família para terminar o trabalho e encontra uma maneira de não ficar estressada. Venus agora percebeu o que ela deve fazer: ela tem que parar suas plantas polinizando-as, com a ajuda da tripulação Boo. |              |                                                                                  |                               |                        |                                                                    |                  |                     |
| 41b | 15b (2)      | "A Grande Detetive Morcega (BR)" "The Great Bat Detective"                       | Sarah Nerboso                 | 15 de outubro de 2024  | 21 de novembro de 2024                                             | 215B             | ASD                 |
| Clawdeen e Bunny estão investigando as folhas murchas que estão espalhadas por todo o terreno da escola, até que descobrem que Vênus está murchando, e Bunny então descobre que ela deve encontrar uma planta companheira que é guardada pelos Morcegos Dançantes para impedir o murchamento de Vênus. Enquanto isso, Draculaura e Deuce estão tentando encontrar as Goo-berries com a ajuda do Tater Tot vivo que uma vez ganhou vida por sua bruxaria, embora eles tivessem que suborná-lo com condimentos. Em outro lugar, Bunny se separou de Clawdeen e Vênus, que então foram possuídas pelos Morcegos Dançantes que as forçaram a dançar infinitamente. Clawdeen uma vez disse a Bunny que, apesar de ter medo de qualquer coisa, ela tem que ser corajosa por conta própria e deve salvar a equipe Boo distraindo os Morcegos Dançantes e pegando a planta companheira. |              |                                                                                  |                               |                        |                                                                    |                  |                     |
| 42a | 16a (1)      | "Emiau para Você (BR)" "You've Got Meow"                                         | Mike Carrier & Taylor Cox     | 16 de outubro de 2024  | 28 de fevereiro de 2025                                            | 216A             | ASD                 |
| Toralei foi designada com Barkimedes para trabalhar em um projeto escolar juntos tirando fotos das artes em um aplicativo recém-instalado chamado "Monst-Art", mas ela preferia fazer um post sobre si mesma, embora tenha recebido comentários ruins logo depois. No entanto, ela recebeu um bom comentário de um monstro misterioso que a admirava. Enquanto isso, Purrsephone e Meowlody estão removendo todos os recicláveis dos Trash Goblins e os jogam nos Recycle Goblins para manter Monster High limpo. Enquanto ela continua evitando Barkimedes e seu projeto escolar, Toralei tenta descobrir quem é o admirador secreto, até que ela e Purrsephone descobrem que há algo acontecendo entre Meowlody e Barkimedes, então elas elaboram um plano para juntá-los para que Toralei possa receber todo o crédito. |              |                                                                                  |                               |                        |                                                                    |                  |                     |
| 42b | 16b (2)      | "Finnegan Encara a Música (BR)" "Finnegan Faces the Music"                       | Stephanie Sim                 | 17 de outubro de 2024  | 3 de março de 2025                                                 | 216B             | ASD                 |
| Finnegan está tentando transformar sua guitarra em um Master Trident, mas ela só se transformou em um Trident comum, e ele não pode ir ao show até completar seu treinamento. Ghoulia decide ajudá-lo enquanto grava com uma câmera para sua tarefa de documentário. Enquanto isso, "Diretora Sem Cabeça Bloodgood" designa todos os monstros para fazer algumas tarefas. Em vez de seguir as regras da escola, Finnegan entra em fúria com Ghoulia marcando junto, fazendo muita bagunça em Monster High, e quando ele tenta transformar sua guitarra em um Master Trident, ela quebra ao meio e ele perde o show. Logo depois, Finnegan confessa a "Bloodgood" sobre toda a bagunça que ele e Ghoulia fizeram e eles aceitaram sua punição para limpar a escola inteira. |              |                                                                                  |                               |                        |                                                                    |                  |                     |
| 43–44 | 17–18        | "Monstro Fest (BR)" "Monster Fest"                                               | Tilly & Susan Bridges         | 21 de outubro de 2024  | 24 de fevereiro de 2025 (Parte 1)25 de fevereiro de 2025 (Parte 2) | 217–218          | ASD                 |
| O evento Monstro Fest começou, e Frankie foi escolhido como "Head Haunter" para que eles possam anunciar a apresentação do show de um ídolo monstro chamado "Phoenix". No entanto, Frankie está tentando pensar em algo para deixar todos os monstros felizes, até que Hades os fez assinar um contrato para sua parceria. Ao assinar um contrato, Frankie aprovou Hades para patrocinar todo o Monster Fest, e fechou o food truck que Scarecrow Von Twolegs estava vendendo Scarab-mell Apples. Enquanto Cleo tenta encontrar um presente perfeito para Frankie, ela desaparece de repente, junto com a Boo Crew e o resto dos monstros, deixando a teia de aranha mágica para trás pelas aranhas conhecidas como "Weblings". Heath, sentindo-se ignorado por seu próprio pai, acredita que Hades é o responsável pela bagunça, então ele decidiu ajudar Frankie e Phoenix a encontrar seus companheiros monstros, e eventualmente, eles acabaram dentro da Underworld Inc, onde descobriram que os Weblings estão vendendo os crânios de truques por todo o Mundo dos Monstros. Infelizmente, eles acabaram sendo capturados, incluindo Hades, que logo descobriu que foi enganado pelo verdadeiro cérebro por trás dos eventos, uma aranha maligna conhecida como "Trick", cujo objetivo é livrar o Mundo dos Monstros de todas as guloseimas e encher com nada além de truques. De repente, Frankie começou a cantar uma música, que de alguma forma deu força a uma aranha boa conhecida como "Treat". A batalha entre Trick e Treat começou, e enquanto Treat segura Trick, Frankie, Phoenix, Heath, Hades e o resto da tripulação Boo (que foram restaurados por Treat logo depois) pararam os Weblings e destruíram todos os crânios de truques. No entanto, não foi o suficiente para derrotar Trick, pois todos os produtos ruins já estão vendidos em todo o Mundo dos Monstros e a parceria entre ele e a Underworld Inc. nunca será cortado sob um contrato assinado por Hades. Sem outra escolha, e fazendo o que é certo para deixar Heath orgulhoso, Hades decidiu fechar sua própria empresa permanentemente, destruindo oficialmente a parceria com Trick e o transformando novamente em uma pequena aranha impotente. E com isso, o Monstro Fest está de volta, e todos os monstros celebraram a noite com Frankie, Phoenix e o resto da tripulação Boo tocando uma música. |              |                                                                                  |                               |                        |                                                                    |                  |                     |
| 45a | 19a (1)      | "Ataque dos Melhores Amigos (BR)" "Attack of the Besties"                        | Mae Catt                      | 22 de outubro de 2024  | 4 de março de 2025                                                 | 218A             | ASD                 |
| Um dos Kaijus, Gakaiju, tem uma briga com o outro Kaiju, Modirah, e chegou à Monster High para jogar Caixãoball com a equipe Boo. Depois de uma brincadeira difícil, Gakaiju começa a sair com Deuce, embora ele tenha que manter a calma como um pacificador e não deixar que o aborrecimento dela o afete, especialmente quando ela o chama de "Dunce" em vez de seu nome verdadeiro. Durante o almoço, Deuce está começando a ficar bravo com ela, pois uma de suas cobras, Wrath, está sugerindo que Deuce tem que se defender e não se tornar mais amigo de Gakaiju. No entanto, Deuce tem um plano para reunir Gakaiju e Modirah para que eles possam perdoar e esquecer, com a ajuda de Frankie para pilotar seu robô gigante e forçar os Kaijus a lutarem juntos em vez de um contra o outro. |              |                                                                                  |                               |                        |                                                                    |                  |                     |
| 45b | 19b (2)      | "Noite dos Sapos Vivos (BR)" "Night of the Unliving Frog"                        | Sarah Nerboso                 | 22 de outubro de 2024  | 5 de março de 2025                                                 | 218B             | ASD                 |
| Manny está prestes a ir para a sala de aula para sua próxima tarefa, apenas para descobrir que ele deve reanimar e desanimar um sapo morto para passar em uma aula de Biologia. Depois de reanimar um sapo morto, Manny se apegou a ele e, em vez de desanimá-lo, ele o levou para seu quarto para que eles pudessem se divertir um com o outro. A Sra. Zis percebeu que um sapo morto está faltando, e Romulus está no caso para encontrá-lo, até que ele mudou de ideia para ajudar Manny e Twyla a libertar os sapos mortos. No entanto, a Sra. Zis chamou a outra equipe para ajudar a capturar os sapos mortos, e depois que a equipe o alcançou, Manny deve convencer a Sra. Zis de que os sapos mortos devem permanecer reanimados e livres. Enquanto isso, durante seu último dia como Wereruler, Clawdeen encontra o Metamorfo como "Bloodgood" que acidentalmente entrega Whaley. |              |                                                                                  |                               |                        |                                                                    |                  |                     |
| 46 | 20           | "Uma Fera Para Todos Governar (BR)" "One Were to Rule Them All"                  | Sarah Nerboso                 | 24 de outubro de 2024  | 6 de março de 2025                                                 | 218B             | ASD                 |
| Clawdeen encontra o Metamorfo e tenta capturá-lo, mas eles escapam se passando por "Clawdeen", deixando o orbe dourado para trás. A tripulação Boo quer ajudar Clawdeen a capturar o Metamorfo e salvar o verdadeiro Bloodgood que está preso na Dimensão Troll. Enquanto Frankie, Cleo e Clawd vão procurar o Metamorfo, Clawdeen, Draculaura e Deuce foram para a Dimensão Troll e, junto com Bloodgood, conseguiram escapar da Dimensão Troll. Logo depois, a tripulação Boo encontrou o Metamorfo se passando por "Lagoona", que trouxe Whaley de volta, mas enquanto tentavam pegá-los, o Metamorfo se transformou em um Kraken Reporter para lutar contra a tripulação Boo em uma batalha final. Clawdeen tentou argumentar com o Metamorfo perguntando sobre o enigma do livro de como parar de mudar de forma, mas então o Metamorfo aprisionou o Boo Crew e escapou para o show na frente de Monster High. Enquanto isso, Toralei e Whiskerene estão cuidando dos "Little Paws", e quando os Little Paws estão em perigo por causa da fúria do Metamorfo, Whiskerene os salvou e os levou para o escritório do Wereruler por segurança. Em outro lugar, Draculaura usou sua bruxaria para libertar o Boo Crew, e Clawdeen tem um plano para derrotar o Metamorfo de uma vez por todas, com a ajuda de Catty Noir. Enquanto Catty cantava uma música, o Boo Crew ligou os alto-falantes que ficaram altos o suficiente para fazer com que os Catacomb Crawlers saíssem de Monster High e rastejassem por todo o Metamorfo, derrotando-os e fazendo com que voltassem à sua forma original: um Werewhale gigante. O nome verdadeiro do Werewhale é Hemming, e ele confessou que foi ele quem personificou todos os monstros quando usou seus poderes de metamorfose pela primeira vez. Hemming então se desculpou por suas ações e está prestes a voltar para o oceano, onde ele pertence. No entanto, Clawdeen o perdoou e decidiu dar seu pingente de Werecreature para ele para que ele pudesse se transformar em um urso polar para que pudesse ficar em terra. Bloodgood então dá as boas-vindas a Hemming em Monster High, embora ela tenha que puni-lo por suas ações logo depois. Agora, Clawdeen anunciou o vencedor da eleição do Wereruler: Whiskerene, já que suas ações para salvar suas companheiras criaturas são prova suficiente de que ela merece se tornar a próxima Wereruler. Todos os monstros de Monster High celebraram com Catty cantando sua música com a tripulação Boo.                   |              |                                                                                  |                               |                        |                                                                    |                  |                     |

## Produção
Em 23 de fevereiro de 2021, a Mattel, por meio de sua divisão de televisão, anunciou o segundo retorno da marca Monster High, prometendo novos conteúdos e produtos para o ano seguinte, incluindo uma série de animação e um filme musical live-action.
Shea Fontana, uma escritora que já havia trabalhado com a Mattel no reboot da Polly Pocket em 2018, é a showrunner e co-produtora executiva da série.
Em 13 de julho de 2022, o elenco foi anunciado com Gabrielle Nevaeh Green como Clawdeen Wolf, Courtney Lin como Draculaura e Iris Menas como Frankie Stein.
Em 26 de setembro de 2022, foi anunciado que a série estrearia em 28 de outubro de 2022; no entanto, a série começou a ser exibida em 6 de outubro de 2022, marcada como uma prévia de Monster High: The Movie.
Em 17 de novembro de 2022, a Nickelodeon renovou a série para uma segunda temporada de 20 episódios, que estreou em 11 de março de 2024.

## Trilha sonora
A trilha sonora da série de animação foi lançada em 27 de janeiro de 2023, pela gravadora Arts Music no formato de streaming que contém 8 músicas.
Lista de faixas
| N.º | Título                                                      | Compositor(es)                                                                           | Intérprete(s) | Duração |  |
| 1.  | "Monster High Theme Song (From the 2022 Television Series)" | Glenda "Gizzle" Proby Ivan LaFever Jason Gleed KZ Nova Michael Kotch Paul Robb Stef Fink | Monster High  | 02:24   |  |
| 2.  | "Hear My Howl"                                              | Jason Gleed Julia Piker Sheléa Melody McDonald Stef Fink                                 | Monster High  | 03:36   |  |
| 3.  | "My Moon"                                                   | German Briseno Jason Gleed Julia Piker Stef Fink                                         | Monster High  | 02:40   |  |
| 4.  | "Party Don't Stop"                                          | German Briseno Jason Gleed Stef Fink                                                     | Monster High  | 02:46   |  |
| 5.  | "Flaunt Your Skeleton"                                      | Annelise Noronha German Briseno Jason Gleed Stef Fink                                    | Monster High  | 03:25   |  |
| 6.  | "Cool Cat"                                                  | Hayden Wolf Jason Gleed Jayli Wolf Stef Fink                                             | Monster High  | 02:27   |  |
| 7.  | "This Monster Life"                                         | Annelise Noronha German Briseno Glenda "Gizzle" Proby Stef Fink                          | Monster High  | 02:28   |  |
| 8.  | "Light It Up"                                               | German Briseno Stef Fink                                                                 | Monster High  | 02:41   |  |

### Monster High: Animated Series Season 2 Soundtrack
A Arts Music lançou o álbum de trilha sonora da segunda temporada de Monster High em 31 de maio de 2024 nas plataformas digitais, que contém 10 músicas originais da série.
Lista de faixas
| N.º | Título                       | Compositor(es)                              | Intérprete(s) | Duração |  |
| 1.  | "Show 'Em What You've Got"   | German Briseno Stef Fink                    | Monster High  |         |  |
| 2.  | "Stuck In the Loop"          | Jason Gleed Stef Fink                       | Monster High  | 2:21    |  |
| 3.  | "Hissfits Forever"           | Jason Gleed Stef Fink                       | Monster High  | 2:25    |  |
| 4.  | "You're Gonna Fly"           | Jason Gleed Stef Fink                       | Monster High  | 3:05    |  |
| 5.  | "Hold On"                    | Jason Gleed Shelea Melody Frazier Stef Fink | Monster High  | 2:27    |  |
| 6.  | "Monster of Love"            | Jason Gleed Stef Fink                       | Monster High  | 2:45    |  |
| 7.  | "Let Your Voice Be Heard"    | Isaiah Kraig Carter Jason Gleed Stef Fink   | Monster High  | 2:55    |  |
| 8.  | "The Rules of Rock and Roll" | German Briseno Stef Fink                    | Monster High  | 2:13    |  |
| 9.  | "Weave Your Own Web"         | Jacqueline Rose German Briseno Stef Fink    | Monster High  | 3:01    |  |
| 10. | "Lucky to Be Me"             | Glenda R Proby Jason Gleed Stef Fink        | Monster High  | 2:44    |  |